# ブラキオサウルス科
ブラキオサウルス科（ブラキオサウルスか、学名：familia Brachiosauridae）は、約1億5080万- 約9350万年前（中生代ジュラ紀後期［マルム世］終盤チトニアン［en］- 白亜紀後期初頭セノマニアン［en］）にかけての約5730万年間を、当時のローラシア大陸とゴンドワナ大陸に棲息していた、巨大な草食性恐竜の一分類群（1科）。竜盤目- 竜脚形亜目- 竜脚下目に分類される。

## 特徴

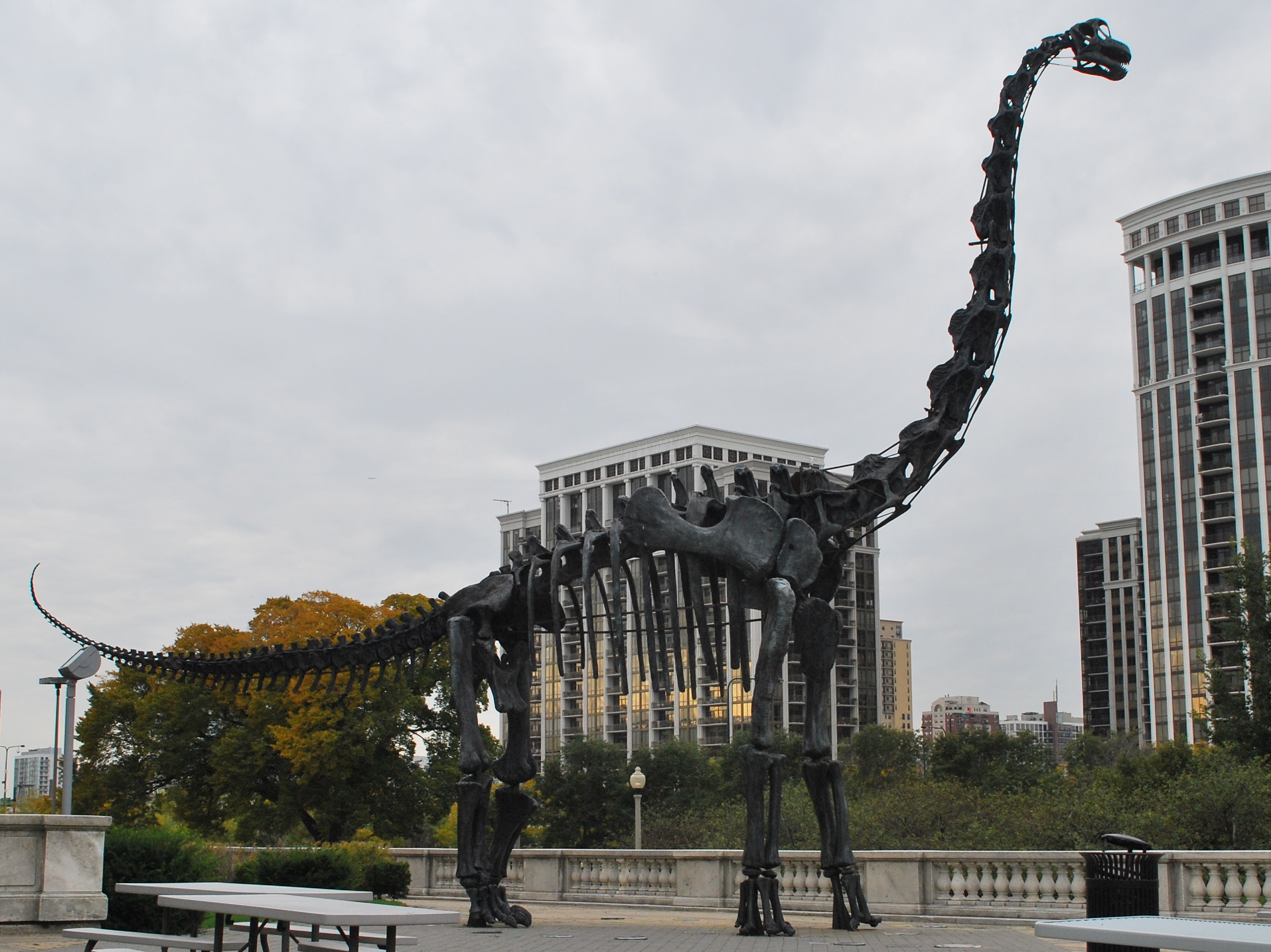
ブラキオサウルス属の骨格化石標本（米国シカゴのフィールド自然史博物館）
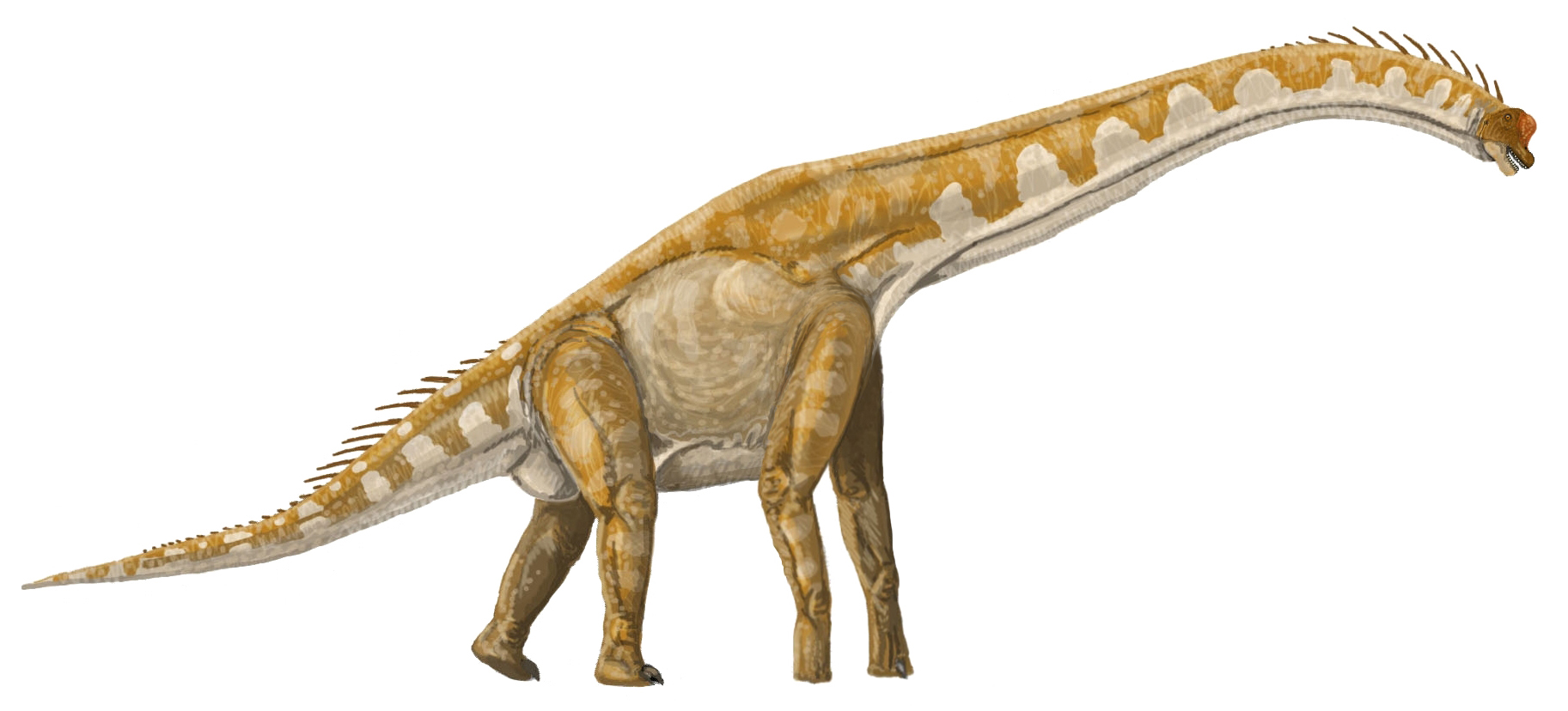
ギラッファティタン属（en. 生態復元想像図）
サウロポセイドン属とヒトの大きさ比較図

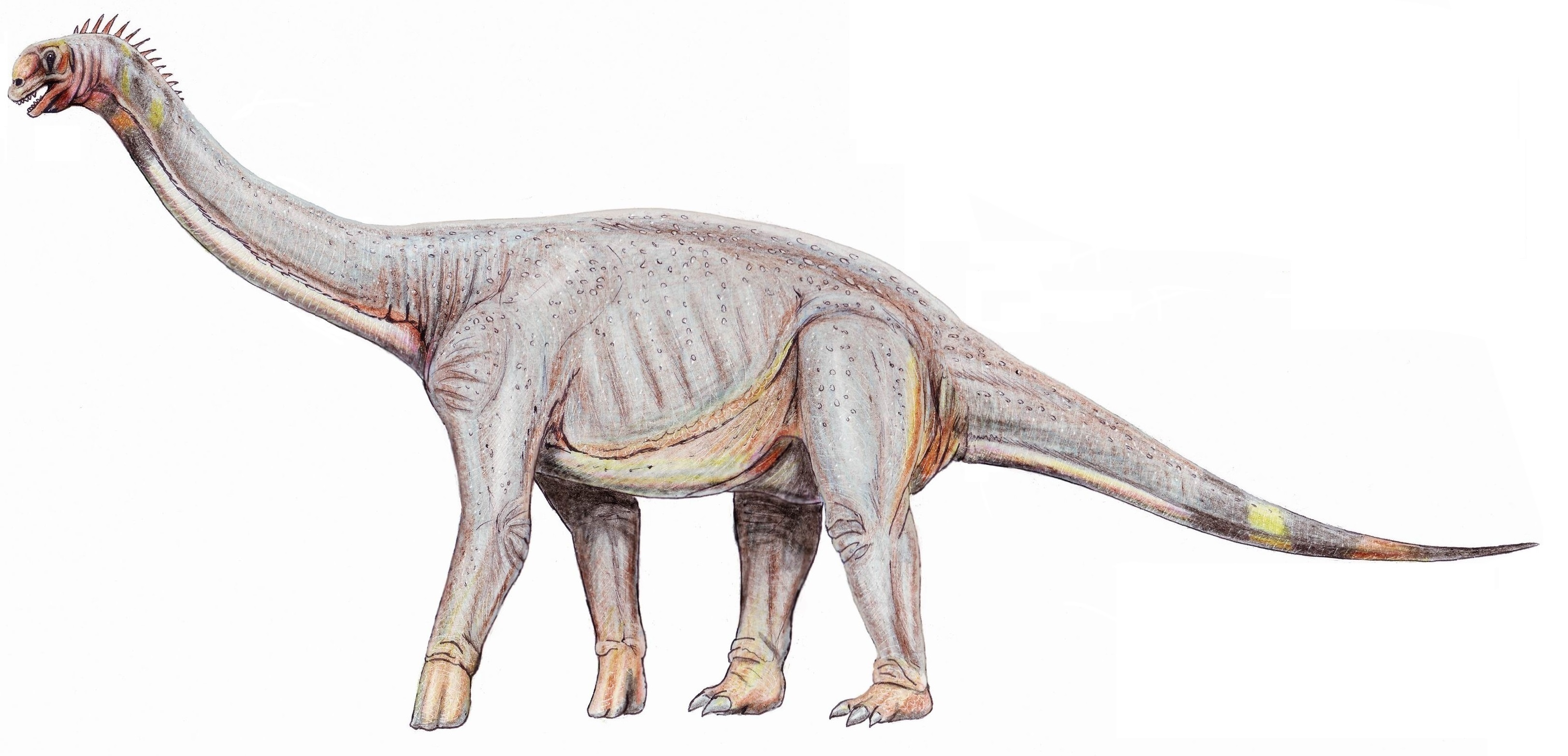
アストロドン属（en. 生態復元想像図）

## 分類

### 下位分類
現在（2010年代初頭時点）、明確にブラキオサウルス科に分類される種のうちで最も古い時代に属するものは、約1億5080万年前（チトニアン［en］）に出現したと見られるブラキオサウルス属とその近縁種である。一方で最も若い時代に属するものは、約9350万年前（セノマニアン- チューロニアン境界［en- en］）まで存続していた可能性を持つソノラサウルス属 (en) と見られる。亜科レベルでの分類説もあるが、不明な点が多い。
表記内容は左から順に、標準和名、学名、特記事項（棲息時期、出土地など）。
? は異説あって不特定の意。Maは「百万年」を意味する "megaanum" の地質学上の略語。
- ブラキオサウルス科　familia Brachiosauridae　：150.8-93.5Ma。
  - アビドサウルス属　Abydosaurus　：104.46Ma（白亜紀前期）。米国ユタ州。
  - アストロドン属　Astrodon　：112.0Ma（白亜紀前期）。米国東部。
  - ? ボトゥリオスポンディルス属　Bothriospondylus　：ジュラ紀後期。イングランド、フランス。
  - ブラキオサウルス属　Brachiosaurus　：模式属。150.8-145.5 (or 112.0) Ma（ジュラ紀後期-白亜紀前期）。米国。ギラッファティタンを同属と見なす説では、その出土地であるタンザニアも加える。
  - ケダロサウルス属　Cedarosaurus　：白亜紀前期。米国ユタ州。
  - ? ダアノサウルス属　Daanosaurus　：ジュラ紀後期。中国。
  - ギラッファティタン属　Giraffatitan　：150.8-145.5Ma（ジュラ紀後期）。タンザニア。
  - ? “イスキロサウルス”　"Ischyrosaurus"　：ジュラ紀後期。イングランド。
  - ? ラッパレントサウルス属　Lapparentosaurus　：ジュラ紀中期。マダガスカル。
  - ルソティタン属　Lusotitan　：ジュラ紀後期。ポルトガル。
  - ? パルクシサウルス属　Paluxysaurus　：112.0Ma（白亜紀前期）。米国テキサス州。
  - ? ペロロサウルス属　Pelorosaurus　：138-112.0Ma（白亜紀後期）。イングランド、ポルトガル。
  - ? プレウロコエルス属　Pleurocoelus　：白亜紀前期。米国テキサス州。
  - クィアオワンロング属　Qiaowanlong　：100Ma（白亜紀前期）。中国甘粛省。
  - サウロポセイドン属　Sauroposeidon　：同科中最大。112.0Ma（白亜紀前期）。米国オクラホマ州。
  - ソノラサウルス属　Sonorasaurus　：112.0-93.5Ma（白亜紀中期）。米国アリゾナ州。

### 上位分類
- † 新竜脚類　division Neosauropoda
  - 上科未定属　superfamilia incertae sedis　：異説では新竜脚類に近縁の外部。
    - ? ハプロカントサウルス属　Haplocanthosaurus
    - ? ジョバリア属　Jobaria

  - マクロナリア　subdivision Macronaria （もしくは ティタノサウルス上科 Titanosauroidea）
    - 科未定属　familia incertae sedis
      - ギガントサウルス属　Gigantosaurus　：命名上の不明種 (nomen dubium)[注釈 2]。

    - カマラサウルス科　familia Camarasauridae
      - カマラサウルス属　Camarasaurus
      - アラゴサウルス属　Aragosaurus

    - ティタノサウルス形類　(unranked) Titanosauriformes
      - ブラキオサウルス科　familia Brachiosauridae
        - #下位分類

      - フアンヘティタン科　familia Huanghetitanidae
        - フアンヘティタン属　Huanghetitan

      - ソンフォスポンディリ　(unranked) Somphospondyli　：ティタノサウルス類と先行的グループからなるタクソン。
        - ティタノサウルス類　(unranked) Titanosauria　：ティタノサウルス属、ほか多数。

  - ディプロドクス上科　superfamilia Diplodocoidea
    - 科未定属　familia incertae sedis
      - アマゾンサウルス属　Amazonsaurus

    - レバッキサウルス類　(unranked) Rebbachisauroidea
      - 科未定属　familia incertae sedis
        - ヒストリアサウルス属　Histriasaurus

      - レバッキサウルス科　familia Rebbachisauridae

    - Flagellicaudata (whip-tails)
      - ディクラエオサウルス科　familia Dicraeosauridae　：ディクラエオサウルス属、ほか。
      - 科未定属　familia incertae sedis
        - ? スウワッセア属　Suuwassea　：アパトサウルス亜科分類説あり。

      - ディプロドクス科　familia Diplodocidae
        - アパトサウルス亜科　subfamilia Apatosaurinae　：アパトサウルス属、スーパーサウルス属、ほか。
        - ディプロドクス亜科　subfamilia Diplodocinae　：ディプロドクス属、ほか。